# Sociedad Francesa de Tucumán
La Sociedad Francesa de Tucumán ubicada hoy en día en Calle San Juan 751, en la ciudad de San Miguel de Tucumán, encuentra sus orígenes en lo que se denominó como la Société  Française Industrielle de Secours Mutuels à Tucumán (Sociedad Francesa Industrial de Socorros Mutuos de Tucumán), establecida el 1 de febrero de 1879, habiendo nombrado algunos cargos provisorios entre ellos los de presidente: Jean Ansonnaud; vicepresidente Adolphe Bugeau y secretario Louis Ansonnaud. Esos socios fueron elegidos entre otros diversos fundadores. En 1879 consta con 29 socios y ya en 1880 con 54. El 1 de junio de 1885 toma el nombre de Société Française de Secours Mutuels (Sociedad Francesa de Socorros mutuos). En 1893 presenta solicitud para adquirir la personería jurídica y establece sus estatutos sociales. Esta vez el presidente es Achille Garnaud y el secretario Emile Bec. En 1898, se origina una nueva Sociedad Francesa, la Société Française de Bienfaisance (Sociedad Francesa de Beneficencia) como un organismo interno dentro de la otra; es fundada por el agente consular Adrien Daffis. Mantendrá esta denominación hasta el año 1902 realizando algunos logros trascendentes como la inauguración de dos obras la sede de Calle San Juan conocida también como La Maison de France (Casa de Francia en Tucumán) y el Panteón Francés en el Cementerio del Oeste de Tucumán. La Beneficencia es un ejercicio concreto, dado que la Sociedad Francesa de Beneficencia sostiene a muchos compatriotas en dificultades económicas. La beneficencia se financia con recursos provenientes de suscripciones voluntarias, organización de bailes, conciertos y aportes del Comité de Damas de la Sociedad Francesa o tomando un porcentaje de las recaudaciones de la Société Française de Secours Mutuels. La Sociedad Francesa de Beneficencia se fusiona con la Sociedad Francesa de Socorros mutuos para formar la Société Française de Secours Mutuels et Bienfaisance hacia octubre de 1902. Esta nueva Sociedad Francesa que realiza actos de beneficencia, dando apoyo al desvalidos, a los ancianos por ejemplo, brindándole asistencia médica y medicamentos y aún más,  es la encargada de crear la Escuela Francesa. 

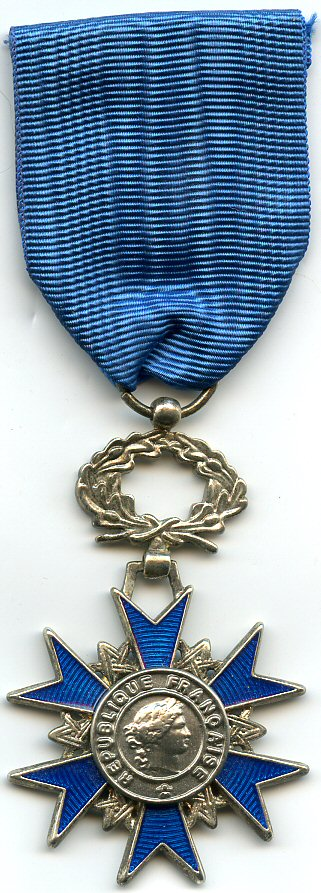
Orden Nacional del Mérito concedida a Luis Giraud, expresidente de la Sociedad Francesa (2001-2008)

## La Escuela Francesa
Los franceses realizan roles educativos desde 1812, y ya en 1832 Felipe Bertrés que había sido designado por el gobernador Alejandro Heredia, se desempeña como director de la Escuela Lancaster. La escuela funcionaba en un convento mercedario con 181 alumnos. Amadeo Jacques (1813-1865) es el director del primer establecimiento de educación superior de Tucumán, el Colegio San Miguel entre 1858 y 1862. Numerosos franceses componen el plantel educativo del Colegio Nacional, sin dejar de nombrar a los sacerdotes lourdistas que crean en Tucumán el Colegio Sagrado Corazón. 
En 1904 se decide que la Sociedad Francesa de Tucumán tendría su propia unidad educativa. La escuela está a cargo de sus fundadores entre 1904 y 1918. Ya en 1905 se establece que es para niños entre seis y nueve años que pasarán luego a otras escuelas, la educación se imparte exclusivamente en francés y no se permite hablar español en los recreos. Hacia 1909, la escuela alberga a niños internos procedentes del interior de la provincia.

## La visita deGeorges Clemenceau

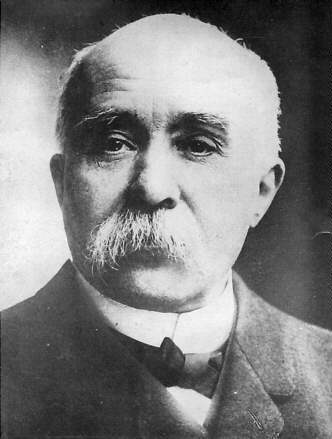
Georges Clemenceau

En 1910 mientras Tucumán recibe la visita del Ministro del Interior de Francia Georges Clemenceau, se fija la piedra basal de la escuela francesa, el día 22 de agosto. El señor ministro la cimentará, y se promete que la escuela llevará su nombre;.
Ese mismo año comienzan las obras para dar inicio a la construcción de la escuela francesa en el predio de la calle Junín. En 1912 la escuela es incorporada al régimen provincial de educación. Hacia 1920 la Sociedad Francesa alquila el edificio a la Provincia que lo usa como escuela.

## La Maison de France

Blasón de la República Francesa

El edificio de la Sociedad Francesa de Tucumán, es un edificio en constante construcción y restauración. La piedra basal del edificio es colocada el 14 de julio de 1893. El nombre La Maison de France (La casa de Francia) es el nombre que los propios socios le imponen al núcleo inicial. Ya figura de esta forma en los planos oficiales de la ciudad hacia 1897. El edificio está constituido por: Un Salón Principal, que alberga a la más antigua sala de teatro en pie en la ciudad. Con escenario, sótano y camarines. El teatro se conserva con su escenario original. El edificio en sí, tiene una fachada simple, datando la actual de 1925. El autor del edificio original es el arquitecto Sauveur Serres, francés, nacido en Argelia en 1861. Se prevé inaugurar ésta sala en 1894 pero el asesinato del presidente francés Sadi Carnot posterga los festejos. Inaugurándose el 14 de julio de 1895. Entre 1895 y 1899 el edificio es ampliado, agregándose cuerpos laterales al edificio y la modificación de la fachada. Hacia 1904 se termina la construcción del Salon confitería.

## Las mujeres de la Sociedad Francesa

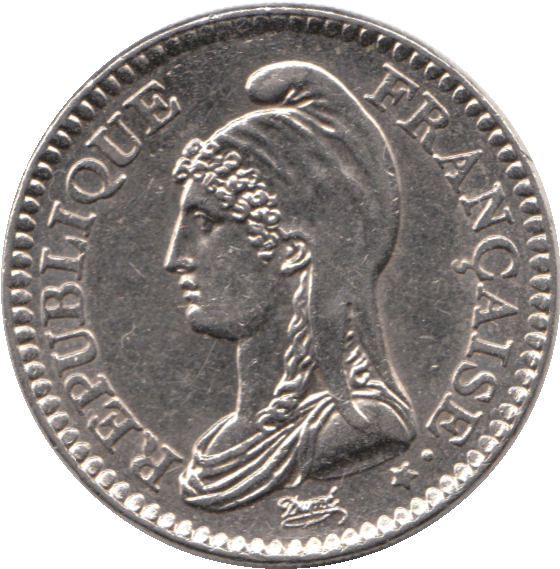
1Franc 1992

Las francesas tendrán un rol importante en la Sociedad Francesa, es apreciable en 1909 cuando la Escuela Francesa queda a cargo del Comité de Damas Francesas. También son ellas quienes administran, recaudan fondos, y gerencian eventos culturales y de beneficencia. En una sociedad que tiene una exclusiva trayectoria de presidentes varones, una mujer rompe con esa tradición en 1995. Luego de haber ejercido por más de quince años el cargo de secretaria, Amanda Guillou es elegida Presidenta.

## Cultura y Teatro
Desde sus orígenes, la Sociedad Francesa ha sido sede de innumerables manifestaciones culturales, cursos, congresos, seminarios, conciertos, óperas, presentaciones de libros, lecturas de poesía, obras de teatro y movidas culturales de envergadura. Sigue siendo hasta el presente una de las salas más codiciadas y privilegiadas para grandes proyectos culturales.

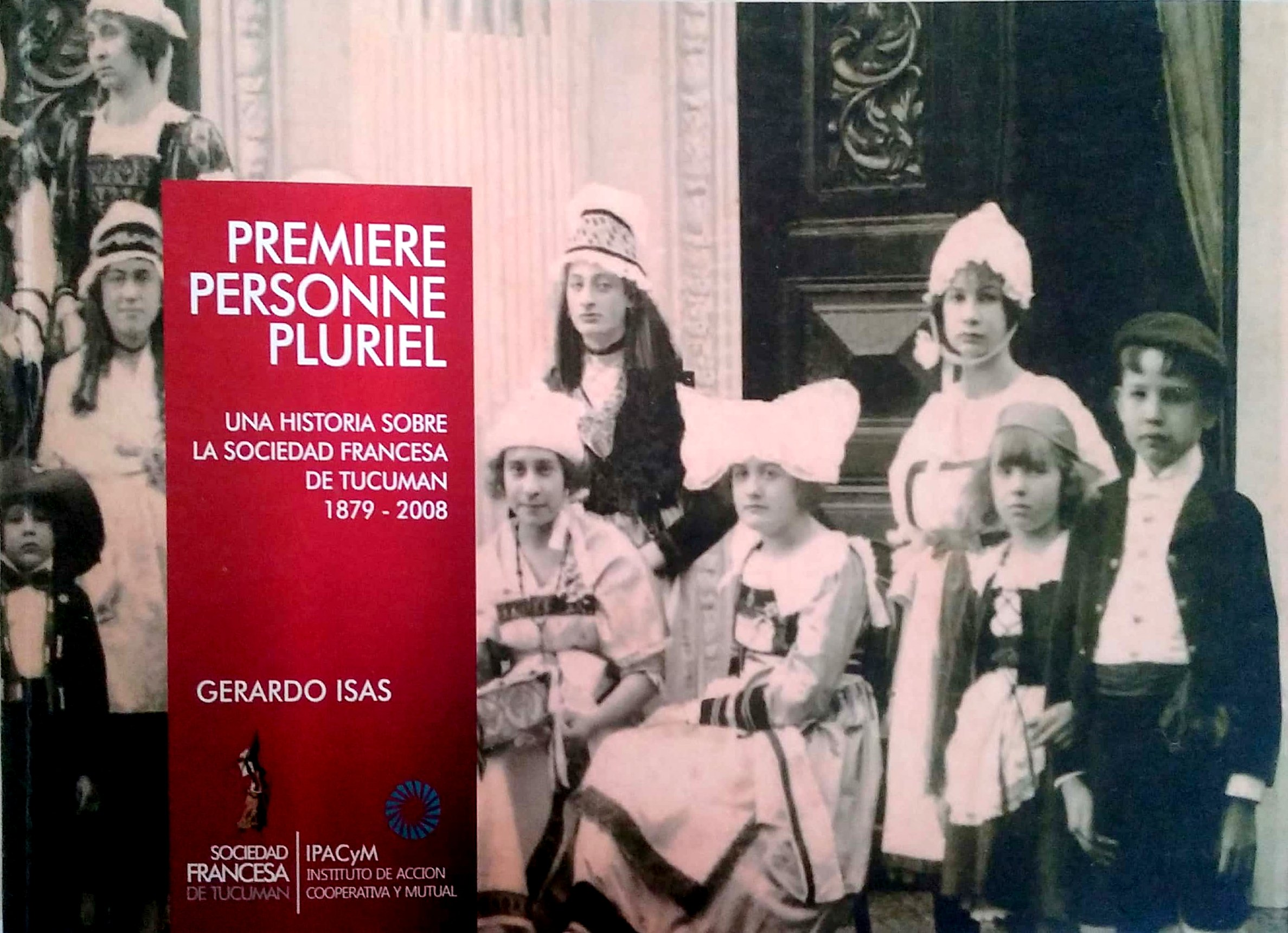
Isas, Gerardo, Premiere Personne Pluriel, Una historia sobre la Sociedad Francesa de Tucumán, 1879-2008, San Miguel de Tucumán, Sociedad Francesa IPACyM, 2017